# Eliteserien 2004
La Eliteserien 2004, nota anche come Tippeligaen 2004 per ragioni di sponsorizzazione, fu la cinquantanovesima edizione della Eliteserien, massima serie del campionato norvegese di calcio. Vide la vittoria finale del Rosenborg, al suo diciannovesimo titolo, il tredicesimo consecutivo. Capocannoniere del torneo fu Frode Johnsen (Rosenborg), con 19 reti.

## Stagione

### Novità
Dalla Eliteserien 2003 vennero retrocessi l'Aalesund e il Bryne, mentre dalla 1. divisjon 2003 vennero promossi l'HamKam e il Fredrikstad.

### Formula
Le quattordici squadre partecipanti si affrontarono in un girone all'italiana con partite di andata e di ritorno, per un totale di 26 giornate. La prima classificata, vincitrice del campionato, veniva ammessa alla UEFA Champions League 2005-2006, assieme alla seconda classificata. La terza classificata veniva ammessa alla Coppa UEFA 2005-2006, assieme al vincitore della Coppa di Norvegia. La dodicesima classificata disputava uno spareggio promozione/retrocessione con la terza classificata in 1. divisjon. Le ultime due classificate venivano retrocesse direttamente in 1. divisjon.

## Squadre partecipanti
| Club         | Stagione | Città       | Stagione 2003            |
| ------------ | -------- | ----------- | ------------------------ |
| Bodø/Glimt   | dettagli | Bodø        | 2º posto in Eliteserien  |
| Brann        | dettagli | Bergen      | 6º posto in Eliteserien  |
| Fredrikstad  | dettagli | Fredrikstad | 2º posto in 1. divisjon  |
| HamKam       | dettagli | Hamar       | 1º posto in 1. divisjon  |
| Lillestrøm   | dettagli | Lillestrøm  | 7º posto in Eliteserien  |
| Lyn Oslo     | dettagli | Oslo        | 10º posto in Eliteserien |
| Molde        | dettagli | Molde       | 9º posto in Eliteserien  |
| Odd Grenland | dettagli | Skien       | 4º posto in Eliteserien  |
| Rosenborg    | dettagli | Trondheim   | Campione di Norvegia     |
| Sogndal      | dettagli | Sogndal     | 8º posto in Eliteserien  |
| Stabæk       | dettagli | Bærum       | 3º posto in Eliteserien  |
| Tromsø       | dettagli | Tromsø      | 11º posto in Eliteserien |
| Vålerenga    | dettagli | Oslo        | 12º posto in Eliteserien |
| Viking       | dettagli | Stavanger   | 5º posto in Eliteserien  |

## Classifica finale
|  | Pos. | Squadra      | Pt | G  | V  | N  | P  | GF | GS | DR  |
|  | ---- | ------------ | -- | -- | -- | -- | -- | -- | -- | --- |
|  | 1.   | Rosenborg    | 48 | 26 | 14 | 6  | 6  | 52 | 34 | +18 |
|  | 2.   | Vålerenga    | 48 | 26 | 13 | 9  | 4  | 40 | 22 | +18 |
|  | 3.   | Brann        | 40 | 26 | 12 | 4  | 10 | 46 | 40 | +6  |
|  | 4.   | Tromsø       | 40 | 26 | 12 | 4  | 10 | 38 | 32 | +6  |
|  | 5.   | HamKam       | 38 | 26 | 10 | 8  | 8  | 34 | 33 | +1  |
|  | 6.   | Lyn Oslo     | 37 | 26 | 9  | 10 | 7  | 30 | 31 | -1  |
|  | 7.   | Lillestrøm   | 35 | 26 | 8  | 11 | 7  | 45 | 33 | +12 |
|  | 8.   | Odd Grenland | 35 | 26 | 9  | 8  | 9  | 47 | 44 | +3  |
|  | 9.   | Viking       | 33 | 26 | 7  | 12 | 7  | 31 | 33 | -2  |
|  | 10.  | Fredrikstad  | 32 | 26 | 9  | 5  | 12 | 42 | 54 | -12 |
|  | 11.  | Molde        | 31 | 26 | 7  | 10 | 9  | 34 | 37 | -3  |
|  | 12.  | Bodø/Glimt   | 27 | 26 | 7  | 6  | 13 | 28 | 41 | -13 |
|  | 13.  | Stabæk       | 27 | 26 | 7  | 6  | 13 | 25 | 40 | -15 |
|  | 14.  | Sogndal      | 22 | 26 | 5  | 7  | 14 | 39 | 57 | -18 |

Legenda:
      Campione di Norvegia e ammessa alla UEFA Champions League 2005-2006
      Ammessa alla UEFA Champions League 2005-2006
      Ammessa alla Coppa UEFA 2005-2006
 Ammessa allo spareggio promozione/retrocessione
      Retrocessa in 1. divisjon 2005
Note:
Tre punti a vittoria, uno a pareggio, zero a sconfitta.

## Risultati
|              | Ros  | Vål  | Bra  | Tro  | Ham  | Lyn  | Lil  | Odd  | Vik  | Fre  | Mol  | Bod  | Stb  | Sog  |
| ------------ | ---- | ---- | ---- | ---- | ---- | ---- | ---- | ---- | ---- | ---- | ---- | ---- | ---- | ---- |
| Rosenborg    | –––– | 1-4  | 1-0  | 3-0  | 5-0  | 4-1  | 4-1  | 2-0  | 0-0  | 3-1  | 0-2  | 3-0  | 1-2  | 3-1  |
| Vålerenga    | 2-2  | –––– | 1-0  | 1-1  | 2-0  | 1-2  | 2-0  | 1-0  | 0-0  | 3-0  | 4-1  | 1-0  | 3-0  | 0-0  |
| Brann        | 3-4  | 1-1  | –––– | 1-0  | 2-0  | 5-1  | 1-5  | 1-1  | 1-0  | 4-2  | 3-0  | 3-1  | 1-2  | 2-1  |
| Tromsø       | 4-1  | 2-0  | 0-1  | –––– | 0-3  | 0-1  | 1-0  | 2-0  | 4-0  | 3-2  | 2-1  | 2-0  | 2-1  | 3-1  |
| HamKam       | 2-0  | 0-1  | 2-1  | 1-1  | –––– | 1-0  | 1-1  | 2-4  | 1-2  | 3-2  | 5-1  | 0-2  | 0-0  | 3-2  |
| Lyn Oslo     | 0-2  | 1-1  | 1-2  | 2-1  | 1-1  | –––– | 1-1  | 2-2  | 2-0  | 2-2  | 1-2  | 1-0  | 2-0  | 2-0  |
| Lillestrøm   | 2-2  | 0-1  | 2-2  | 2-2  | 0-1  | 1-1  | –––– | 0-4  | 5-1  | 2-0  | 1-1  | 0-0  | 3-0  | 1-0  |
| Odd Grenland | 3-0  | 2-4  | 0-2  | 3-1  | 2-2  | 0-0  | 3-2  | –––– | 1-0  | 5-2  | 1-1  | 3-5  | 2-0  | 4-4  |
| Viking       | 1-1  | 1-1  | 4-2  | 1-2  | 0-1  | 0-0  | 1-1  | 2-2  | –––– | 5-2  | 1-1  | 1-1  | 1-0  | 4-2  |
| Fredrikstad  | 0-2  | 2-2  | 3-2  | 1-0  | 2-1  | 2-4  | 1-4  | 3-0  | 0-0  | –––– | 2-1  | 1-0  | 0-2  | 3-3  |
| Molde        | 1-3  | 1-1  | 2-3  | 1-1  | 0-0  | 2-0  | 2-2  | 2-1  | 1-1  | 0-1  | –––– | 3-0  | 3-0  | 1-1  |
| Bodø/Glimt   | 0-1  | 1-2  | 1-1  | 2-1  | 0-2  | 0-0  | 0-4  | 0-2  | 2-2  | 0-3  | 0-0  | –––– | 3-1  | 3-1  |
| Stabæk       | 1-1  | 2-0  | 2-1  | 1-2  | 1-1  | 0-1  | 1-1  | 0-0  | 0-1  | 1-1  | 1-3  | 2-5  | –––– | 3-1  |
| Sogndal      | 3-3  | 2-1  | 3-1  | 2-1  | 1-1  | 1-1  | 0-4  | 4-2  | 0-2  | 2-4  | 2-1  | 1-2  | 1-2  | –––– |

## Spareggio promozione/retrocessione
Allo spareggio vennero ammessi il Bodø/Glimt, dodicesimo classificato in Eliteserien, e il Kongsvinger, terzo classificato in 1. divisjon. Il Bodø/Glimt vinse lo spareggio, mantenendo così la categoria.
|             | Risultati |             | Luogo e data     |
| ----------- | --------- | ----------- | ---------------- |
| Kongsvinger | 1 - 0     | Bodø/Glimt  | 6 novembre 2004  |
| Bodø/Glimt  | 4 - 0     | Kongsvinger | 13 novembre 2004 |
|             |           |             |                  |

## Statistiche

### Classifica marcatori
| Gol |  |  | Giocatore          | Squadra      |
| --- |  |  | ------------------ | ------------ |
| 19  |  |  | Frode Johnsen      | Rosenborg    |
| 15  |  |  | Alexander Ødegaard | Sogndal      |
| 14  |  |  | Olivier Occéan     | Odd Grenland |
| 14  |  |  | Arild Sundgot      | Lillestrøm   |
| 13  |  |  | Raymond Kvisvik    | Brann        |
| 13  |  |  | Robbie Winters     | Brann        |
| 12  |  |  | Gylfi Einarsson    | Lillestrøm   |
| 11  |  |  | Markus Ringberg    | Fredrikstad  |
| 11  |  |  | Ole Martin Årst    | Tromsø       |
| 9   |  |  | Geir Frigård       | HamKam       |
| 9   |  |  | Jan-Derek Sørensen | Lyn Oslo     |